# Соколовка (Пензенская область)
 Соколовка  — село Никольского района Пензенской области. Входит в состав Ильминского сельсовета.

## География
Находится в северо-восточной части Пензенской области на расстоянии приблизительно 33 км на северо-запад по прямой от районного центра города Никольск.

## История
Основано в Шукшинском стане Пензенского уезда помещиком. В 1719 году — сельцо Никольское, Соколовка тож, 17 дворов, вотчина графа Гавриила Ивановича Головкина. В 1747 году — село Соколовка Шукшинского стана Пензенского уезда графа Гаврилы Ивановича Головкина, 102 ревизских души. В 1838 году построена деревянная Никольская церковь. В 1864 году в Соколовке церковь, базар, 4 маслобойки. В 1877 году село Белоключевской волости Саранского уезда, 238 дворов, церковь, школа, 10 лавок, базар, 3 постоялых двора, красильня, дегтярный завод. В 1913 году в Соколовке 397 хозяйств. В советское время работали колхозы имени Конышева, имени Жданова, «Красный Октябрь». В 2004 году — 180 хозяйств.

## Население
Численность населения: 73 человека (1710 год), 92 (1717), 1383 (1864), 1546 (1877), 2547 (1926), 2516 (1930), 1679 (1959), 852 (1979), 486 (1989), 423 (1996). Население составляло 308 человек (русские 99 %) в 2002 году, 168 в 2010.